# Aleksandra Klich
Aleksandra Klich (ur. 28 stycznia 1968 w Rybniku) – polska dziennikarka, autorka książek, od 2012 do 2017 r. redaktorka naczelna Magazynu Świątecznego, sobotniej edycji Gazety Wyborczej. Od 2016 r. do 2019 r. zastępczyni redaktora naczelnego, Adama Michnika.
Jest absolwentką I LO im. Powstańców Śląskich w Rybniku, ukończyła polonistykę na Uniwersytecie Jagiellońskim. Pracowała jako nauczycielka w liceum, dziennikarka Trybuny Śląskiej i redaktorka katowickiego dodatku Gazety Wyborczej. Od 2007 r. publikuje w Magazynie Świątecznym.
Autorka książek: Brat Karol, Siostra Wanda, Bez mitów. Portrety ze Śląska, Cały ten Kutz. Biografia niepokorna, Świat musi mieć sens, Artur Rojek. Inaczej.
Laureatka śląskiej nagrody Złota Honorowa Lampka Górnicza.